# Polyrhachis ypsilon
Polyrhachis ypsilon é uma espécie de formiga do gênero Polyrhachis, pertencente à subfamília Formicinae.